# François Ménez
Pour les articles homonymes, voir François et Ménez.
François Ménez, né le 9 août 1887 à Saint-Clet (Côtes-du-Nord) et mort le 8 juin 1945 à Rennes (Ille-et-Vilaine), est un écrivain et journaliste français.

## Biographie
Fils d’instituteur, François Ménez devint lui-même instituteur après avoir suivi les cours de l’École normale normale d’instituteurs de Saint-Brieuc, puis fut nommé professeur de lettres à l’École normale d’instituteurs de Quimper avant d’enseigner à Rennes.
Après avoir publié, encore très jeune, deux recueils de poèmes, La Chanson des galets et Dans l’ombre des légendes, il se fit connaître, en 1923, par un roman, L’Envoûté, préfacé par Charles Le Goffic et publié aux éditions Plon, puis par un autre récit, Le Pays perdu, publié en 1931 aux mêmes éditions.
En tant que journaliste, il rédigeait des reportages géographiques à partir de ses explorations de la Bretagne et, en 1927, en publia les meilleurs sous le titre Aux jardins enchantés de Cornouaille. Il poursuivit ensuite ses enquêtes qui furent rassemblées, en 1985, par les éditions Calligrammes sous le titre Promenades en Léon et Promenades en Trégor.
Bien qu’hostile au nationalisme breton, François Ménez contribua sous l’Occupation à la Dépêche de Brest et à Radio-Bretagne, ce qui contribua à jeter le discrédit sur son œuvre.
Une rue à Guingamp et une autre à Rennes portent son nom. C'est également le cas d'une impasse à Saint-Clet, son village natal.

## Publications
- La Chanson des galets
- Dans l'ombre des légendes
- L'Envoûté, 1923[2] [rééd. La Plomée, Guingamp, 1999[3]]
- La Bretagne touristique, Revue illustrée des intérêts bretons, janvier 1927
- Aux jardins enchantés de Cornouaille, 1927 [rééd. sous le titre Promenades en Cornouaille, suivi de Promenades en Léon et de Promenades en Trégor, Calligrammes, Quimper, 1985], prix Marcelin Guérin de l'Académie française en 1928
- Les Sœurs Soubigou, nouvelle (La Bretagne touristique, 3e année, n°31 du 15 octobre 1924)
- Le Pays perdu, Plon, 1931[4] [rééd. La Plomée, Guingamp, 2003[5]]